# Frea jaguaritoides
Frea jaguaritoides är en skalbaggsart som beskrevs av Stefan von Breuning 1977. Frea jaguaritoides ingår i släktet Frea och familjen långhorningar. Inga underarter finns listade i Catalogue of Life.